# Ceggia
Ceggia is een gemeente in de Italiaanse provincie Venetië (regio Veneto) en telt 6272 inwoners (31-12-2013). De oppervlakte bedraagt 22,0 km², de bevolkingsdichtheid is 285 inwoners per km².
De volgende frazioni maken deel uit van de gemeente: Gainiga, Rivazancana, Pra di Levada.

## Demografie
Ceggia telt ongeveer 1944 huishoudens. Het aantal inwoners steeg in de periode 1991-2001 met 1,4% volgens cijfers uit de tienjaarlijkse volkstellingen van ISTAT.
| Jaar | Inwoneraantal |
| ---- | ------------- |
| 1991 | 5024          |
| 2001 | 5096          |

## Geografie
Ceggia grenst aan de volgende gemeenten: Cessalto (TV), San Donà di Piave, Torre di Mosto, Santo Stino di Livenza.